# Rubens Charles Maciel
Rubens Charles Maciel (Londrina, 24 de dezembro de 1979), também conhecido como "Cobrinha", ou ainda Rubens "Cobrinha" Charles, é um competidor de jiu-jitsu brasileiro. É considerado o melhor peso-pena da década e um dos melhores competidores de jiu-jitsu pound for pound [en] do mundo.
Cobrinha é faixa-preta de jiu-jitsu brasileiro graduado por "Tererê" e membro da equipe Alliance. Ele conquistou um total de seis títulos mundiais na faixa-preta na categoria peso-pena (ou peso-leve).
Iniciou no jiu-jitsu em 2000, recebeu sua faixa-preta em 2005 e, desde então, subiu ao pódio em todas as edições do Campeonato Mundial de Jiu-Jitsu das quais participou — um total de dez.
É conhecido por seu estilo de jogo ofensivo e, principalmente, pela excelência na guarda. Sua guarda foi eleita a melhor Guarda da Década por outros campeões mundiais.
Antes de abrir sua própria academia, a Cobrinha BJJ, em Los Angeles, Califórnia, em 2011, Cobrinha foi instrutor na sede da Alliance Jiu Jitsu em Atlanta, Geórgia.
Entre seus alunos notáveis está o campeão mundial e ex-campeão do UFC Fabrício Werdum. Em 24 de janeiro de 2022, Cobrinha foi anunciado como o décimo integrante da classe inaugural do ADCC Hall of Fame.

## Principais conquistas

### Campeonato Mundial da IBJJF
- Campeão – Faixa-preta -70 kg (2006, 2007, 2008, 2009, 2017)
- Vice-campeão – Faixa-preta -70 kg (2010, 2012, 2014, 2015)
- 3º lugar – Faixa-preta -70 kg (2011, 2013, 2016)

### Campeonato Mundial Sem Kimono da IBJJF
- Campeão – Faixa-preta -67,5 kg (2007, 2008, 2012)
- Campeão – Faixa-preta -73,5 kg (2011)

### Campeonato Pan-Americano da IBJJF
- Campeão – Faixa-preta -70 kg (2007, 2008, 2009, 2010, 2017)
- Vice-campeão – Faixa-preta -70 kg (2012, 2013)
- 3º lugar – Faixa-preta -70 kg (2009 – Absoluto)

### Campeonato Pan-Americano Sem Kimono da IBJJF
- Campeão – Faixa-preta -70 kg (2008)

### Campeonato Europeu da IBJJF
- Campeão – Faixa-preta -70 kg (2013, 2017)

### Campeonato Brasileiro da IBJJF
- Campeão – Faixa-preta -70 kg (2017)

### ADCC Submission Fighting
- Campeão – Categoria até 66 kg (2013 – Pequim, 2015 – São Paulo, 2017 – Finlândia)
- Vice-campeão – Categoria até 66 kg (2009 – Barcelona, 2011 – Nottingham)

### World Professional Jiu-Jitsu Cup
- Vice-campeão – Faixa-preta -65 kg (2009)
- Vice-campeão – Faixa-preta -70 kg Absoluto (2011)
- 3º lugar – Faixa-preta -74 kg (2011)

## Linhagem de instrutores
Mitsuyo Maeda > Carlos Gracie > Hélio Gracie > Rolls Gracie > Romero Cavalcanti > Alexandre Paiva > "Tererê" > Rubens Charles